# Ruben Josefson
 Per Love Ruben Josefson, född 25 augusti 1907 i Svenljunga, Älvsborgs län, död 19 mars 1972 i Uppsala, var en svensk teolog och Sveriges ärkebiskop 1967–1972.
Ruben Josefson var son till köpmannen Per Linus Josefson och Alfrida Lovisa Christiansson. Han skrevs in vid Uppsala universitet 1926, blev teologie kandidat där 1931, teologie licentiat 1935 och teologie doktor 1937 på en avhandling med titeln Andreas Knös' teologiska åskådning med särskild hänsyn till försoningsläran. På avhandlingen blev han även docent i dogmatik i Uppsala 1937.
Josefson prästvigdes 1940, var ärkebiskopens sekreterare 1944–1945 och direktor vid Fjellstedtska skolan 1945–1958. Han valdes 1958 till biskop i Härnösands stift, blev ärkebiskop 1967, och är den senaste svenske ärkebiskop som avlidit på sin post istället för att pensioneras.
Josefson gifte sig 1939 med juris kandidat Ann-Marie Ahlström, född 28 juli 1915 i Göteborg, död 19 april 1972 i Uppsala, dotter till assuransdirektör Axel Ahlström och Ester Cordelia Lindholm. De är begravda på Uppsala gamla kyrkogård.